# تپه نظام‌آباد بالا
تپه نظام آباد بالا مربوط به اواخر هزاره دوم قبل از میلاد است و در ۱۲ کیلومتری غرب گنبد کاووس واقع شده و این اثر در تاریخ ۲۳ فروردین ۱۳۴۶ با شمارهٔ ثبت ۷۳۰ به‌عنوان یکی از آثار ملی ایران به ثبت رسیده است.